# Cantonul Strasbourg-7
Cantonul Strasbourg-7 este un canton din arondismentul Straatsburg-Stad, departamentul Bas-Rhin, regiunea Alsacia, Franța.